# El Viso
El Viso – gmina w Hiszpanii, w prowincji Kordoba, w Andaluzji, o powierzchni 254,42 km². W 2011 roku gmina liczyła 2763 mieszkańców.